# 偶氮苯
偶氮苯是最简单的芳香偶氮化合物，众多偶氮染料的母体结构。含有两个苯基分别与偶氮基–N=N–两端相连的结构。

## 历史
沃勒合成尿素开创有机合成化学后第六年，Eilhard Mitscherlich便报道了偶氮苯的合成。他通过硝基苯与苛性钾的反应得到红色固体，并将该物质命名为“偶氮苯”（Azobenzol）。这比威廉·珀金合成苯胺紫要早22年。
很长时间内偶氮苯的组成一直不明。Mitscherlich 认为其化学式为C12H5N。而有人通过蒸气密度实验，得出 C24H10N2的化学式。 1860年，正确的化学式才由 P. Hofmann 提出。1866年，凯库勒提出了正确的偶氮苯的结构式。
凯库勒提出正确的结构后，N=N双键的构型仍然不明。1921年，Arthur Hantzsch提出重氮氢氧化物中的N=N双键有“syn-/anti-异构”现象（即现今 IUPAC 推荐的E/Z-标记法）。

## 异构体
1937年，S. Hartley 用光照射偶氮苯，得到了另一种黄色的物质， 可用色谱分离。1939年，Howard Percy Robertson 利用X射线结构分析，得出该物质的结构。 现在知道偶氮苯存在顺反异构现象，两种异构体在颜色、溶解性和色谱亲和力上都有差异。
(E)-偶氮苯的溶液在紫外光照射时，经平衡反应部分转化为(Z)-偶氮苯。根据溶剂的不同，此反应产生15-40%不等的(Z)-偶氮苯。偶氮苯的光致异构是很多偶氮类功能材料光响应的基础。对该反应的机理有很多研究。
稳定和较常见的(E)-偶氮苯无偶极矩（0D），而介稳的(Z)-偶氮苯有3D的偶极矩。

## 性质
反式为橙红色棱形结晶，溶于乙醇、乙醚和乙酸。顺式为橙红色片状晶体，不稳定，缓慢转化为反式异构体。有毒，易燃。碱性条件下还原得氢化偶氮苯，在锌/乙酸的条件下还原得苯胺。乙酸中用二氧化铬氧化得氧化偶氮苯。

## 制备
偶氮苯 (5)可通过如下方法制备：
- 利用硝基苯(1)被钠汞齐或氢化铝锂还原制备（路线A）
- 利用二苯肼(2)被次溴酸钠溶液氧化制备（路线B）
- 利用亚硝基苯(3)与苯胺(4)在乙酸中缩合制备（路线C，适于不对称衍生物的合成）

## 应用
用于制造联苯染料，也用作橡胶促进剂。

## 内文参考
1. ↑  E. Mitscherlich: Annalen der Physik und Chemie XXXII (1834). S. 224.
2. ↑  E. Mitscherlich: Annalen der Chemie und Pharmacie XII. S. 311.
3. ↑  O. L. Erdmann: Journal für praktische Chemie (1861). S. 444. .
4. ↑  P. Hofmann: Annalen der Chemie  und Pharmacie CXV. S. 362.
5. ↑  P. Griesse: „Zur Kenntnis des s.g. Azobenzol und verwandter Verbindungen“. Annalen der Chemie CXXI (1864) .
6. ↑  P. Hofmann: Annalen der Chemie und Pharmacie (1860). S. 324.
7. ↑  C. Glaser: Zeitschrift für Chemie (1866). S. 308. .
8. ↑  A. Hantzsch, G. Reddelien: Die Diazoverbindungen. Springer, Berlin, 1921.
9. ↑  G. S. Hartley: Nature 140 (1937). S. 281.
10. ↑  H. P. Robertson et al.: J. Chem. Soc. (1939). S. 398.
11. ↑  A. H. Cook: J. Chem. Soc. (1938). S. 876.
12. ↑  R. J. W. Le Fevre, G. S. Hartley: J. Chem. Soc. (1939). S. 531.